# Imp

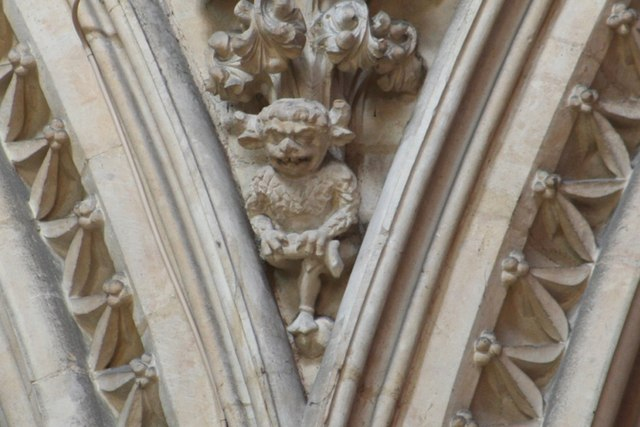
Un imp scolpito fra le arcate della cattedrale di Lincoln

L'imp è una creatura del folclore britannico, generalmente indicata come un diavoletto o piccolo demone.

## Etimologia del termine
Il termine imp risale all'inglese antico impe o impa, dal significato letterale di "germoglio", "innesto", e nel XIV secolo, per estensione, il termine veniva usato per indicare i bambini. 
Intorno agli anni 1580, in ambienti cristiani e specie Puritani, per effetto di frasi come imp of Satan ("progenie di Satana") il termine assunse il significato di "diavoletto", estendendosi anche a creature come i folletti.

## Descrizione

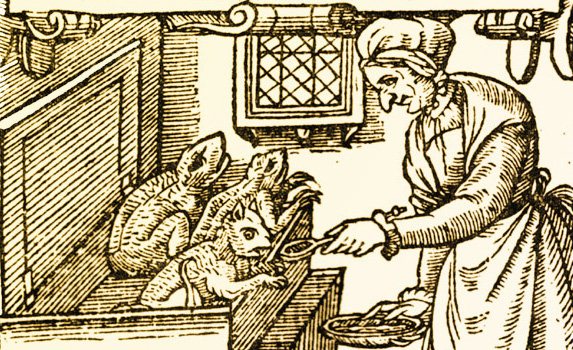
Una donna che dà da mangiare a degli imp ("demonic imps") in un'incisione in legno

Nelle sue prime rappresentazioni un imp veniva considerato un demone di classe inferiore, che, analogamente a un genio, veniva rinchiuso dentro una bottiglia o un anello da cui veniva evocato a comando, perché svolgesse compiti di varia natura per il suo padrone. Una descrizione di questo tipo, ad esempio, si ritrova nel racconto Il diavoletto nella bottiglia (The Bottle Imp) di Robert Louis Stevenson; per citare un altro esempio notevole, si credeva che l'alchimista Paracelso ne tenesse uno intrappolato nel pomolo di cristallo della sua spada. Anche se classificati come demoni, gli imp erano considerati burloni e dispettosi, piuttosto che malvagi; secondo alcuni racconti, gli imp potevano essere temporaneamente neutralizzati con la musica.
Nel Medioevo, allorché prese il via la caccia alle streghe, il termine "imp" divenne sinonimo di "famiglio". Secondo le credenze dell'epoca, in cambio dei loro servigi, le streghe avrebbero permesso agli imp di nutrirsi del proprio sangue, che veniva succhiato tramite le dita o altre protuberanze: i cacciatori di streghe cercavano quindi sui corpi delle "streghe" piaghe o altri segni che provassero il loro rapporto con tali demoni.